# José Luís Vidigal
José Luís da Cruz Vidigal (Lubango, Huíla, Angola, 15 de marzo de 1973) es un exfutbolista portugués. Jugaba de centrocampista.
Su hermano mayor José Carlos Fernandes Vidigal jugó con la selección de fútbol de Angola. Tiene otros dos hermanos que fueron futbolistas, Jorge Filipe Vidigal y António Leonel Vidigal.

## Selección nacional
Fue internacional con la selección de fútbol de Portugal, con la que disputó la Eurocopa 2000. También participó en los Juegos Olímpicos de Atlanta 1996.

### Participaciones en Eurocopas
| Eurocopa      | Sede                   | Resultado |
| ------------- | ---------------------- | --------- |
| Eurocopa 2000 | Bélgica y Países Bajos | Semifinal |

### Participaciones en Juegos Olímpicos
| Juegos                           | Sede    | Resultado  |
| -------------------------------- | ------- | ---------- |
| Juegos Olímpicos de Atlanta 1996 | Atlanta | 4.º puesto |

## Clubes
| Club                 | País     | Año       |
| -------------------- | -------- | --------- |
| O Elvas              | Portugal | 1991-1994 |
| G. D. Estoril Praia  | Portugal | 1994-1995 |
| Sporting Lisboa      | Portugal | 1995-2000 |
| S. S. C. Napoli      | Italia   | 2000-2004 |
| A. S. Livorno Calcio | Italia   | 2004-2005 |
| Udinese Calcio       | Italia   | 2005-2006 |
| A. S. Livorno Calcio | Italia   | 2006-2008 |
| Estrela Amadora      | Portugal | 2008-2009 |